# Cuauhtémoc, Colima
Cuauhtémoc là một đô thị thuộc bang Colima, México. Năm 2005, dân số của đô thị này là 25576 người.